# Saldubella abdominalis
Saldubella abdominalis är en tvåvingeart som beskrevs av James 1977. Saldubella abdominalis ingår i släktet Saldubella och familjen vapenflugor. Inga underarter finns listade i Catalogue of Life.